# Riu Berézina
El Berézina (en rus Березина, Berézina; en belarús Бярэзіна, Biarèzina és un riu de Belarús, afluent del Dnièper.
El 1812 s'hi desenvolupà la cèlebre batalla que duu el seu nom, en la qual les restes de la Grande Armée napoleònica obtingueren una sagnant victòria sobre les forces russes de Kutúzov que els permeté, si més no, travessar el riu i evitar la captura de Napoleó.